# Joseph Cross
Joseph Michael Cross (ur. 28 maja 1986 w New Brunswick, w New Jersey) – amerykański aktor. Laureat Nagrody Satelity w kategorii najlepszy aktor w filmie komediowym lub musicalu za rolę Augustena Burroughsa w komediodramacie Ryana Murphy’ego Biegając z nożyczkami (2006).
Syn Maureen i Michaela Crossów. Ma czworo rodzeństwa: Liz, Briana, Jamesa oraz Andrew.
Jako dziecko Cross występował się w hollywoodzkich filmach W akcie desperacji, Wide Awake czy Jack Frost (wszystkie z roku 1998) oraz w serialu Dotyk anioła. Grał też w As the World Turns w latach 1999-2004. W 2008 zagrał postać internetowego zabójcy w thrillerze Nieuchwytny oraz Dicka Pabicha w Obywatelu Milku w reżyserii Gusa Van Santa.
Cross uczęszczał na Uniwersytet Columbia.

## Filmografia
| Rok  | Tytuł                 | Rola               |
| ---- | --------------------- | ------------------ |
| 1997 | Światła Północy       | Jack               |
| 1998 | W akcie desperacji    | Matthew Conner     |
| 1998 | Wide Awake            | Joshua A. Beal     |
| 1998 | Jack Frost            | Charlie Frost      |
| 2000 | Źródło                | Nick Conway        |
| 2005 | Homecoming            | Young Barry        |
| 2006 | Powrót do klasy       | Derrick Blank      |
| 2006 | Sztandar chwały       | Franklin Sousley   |
| 2006 | Biegając z nożyczkami | Augusten Burroughs |
| 2008 | Nieuchwytny           | Owen Reilly        |
| 2008 | Miłość z 5-tej Alei   | Henry O’Shea       |
| 2008 | Obywatel Milk         | Dick Pabich        |
| 2011 | Urodzony Zwycięzca    | Danny Krouger      |